# Lösche

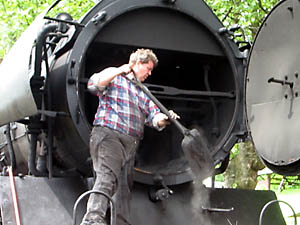
Ein Eisenbahner beim Ziehen der Lösche

Als Lösche werden verschiedene staubartige Stoffe bezeichnet.
- Es bezeichnet im Bergbau feinen Kohlenstaub (auch Lesche, Kohllösche oder das abgemattete Kohl).
- In der Metallverarbeitung wird der Begriff für in Schmieden oder Schlossereien anfallendes feines Pulver, welches beim Hammerschlag anfällt (Hammerschlagpulver) und anderes pulverisiertes Eisen mit Asche, Kohlenstaub vermischt vorliegt, verwendet.
- In der Köhlerei (hier auch Stübbe, Stibbe oder Stippe, Gestübe), bezeichnet das Wort die zerfallenen Köhlerkohlen (Syn. Kohlestückchen, Kohleklein, Kohlengrieß), und Kohlenstaub, sowie die verkohlten Teile der Meilerabdeckung vorangegangener Kohlenbrände. Die Lösche enthält in der Regel auch Holzteerreste und kleine Holzstückchen, sie ist schwarz bis dunkelgrau. Diese wird mit Erde vermischt und mit Wasser angefeuchtet zur Abdeckung des Kohlenmeilers verwendet oder dem sog. Stübbewall beigemischt. Sie dient auch zur Erstickung der Glutnester nach dem Ausziehen der Kohlen aus dem Meiler. Die in der Lösche enthaltenen Holzkohlestückchen dienen in der historischen Geographie der Vegetationsrekonstruktion zur Erstellung von Baumartenspektren.
- Lösche heißt der Verbrennungsrückstand von Steinkohle, welcher sich in der Rauchkammer von Dampflokomotiven ansammelt und in regelmäßigen Abständen – in der Regel nach Beendigung eines Arbeitstages – entfernt werden muss. Zahlreiche (z. T. noch glühende) Ascheteilchen, Ruß und Staub (Sammelbegriff: Flugasche) sammeln sich auf dem Boden der Rauchkammer. Um unkontrollierte Brände und Funkenflug zu vermeiden, muss die Lösche in regelmäßigen Abständen abgelöscht werden. Die feuchte Lösche ist aufgrund des hohen Schwefelanteils hochgradig aggressiv. Zum Schutz des Stahlbodens der Rauchkammer ist dieser daher zementiert.

Historisch wurde ein deutsches Wasserfahrzeug sowie ein kleiner Kübel mit Wasser in der Bäckerei, worin der Kehrwisch abgelöscht wurde, ebenfalls als Lösche bezeichnet.